# Gallia Lugdunensis
Gallia Lugdunensis (Galia Lugduńska) – prowincja rzymska ze stolicą w Lugdunum (obecnie Lyon) na terenie Galii.
Za czasów Oktawiana Augusta prowincja zmieniła swoje granice – część pomiędzy Loarą a Garonną przypadła Gallii Aquitanii, a część środkowo-wschodnia – nowej prowincji Germania Superior.